# Olympische Sommerspiele 2020/Schwimmen – 200 m Lagen (Männer)
Der Wettkampf im 200-Meter-Lagenschwimmen der Männer bei den Olympischen Spielen 2020 in Tokio wurde vom 28. bis 30. Juli 2021 im Tokyo Aquatics Centre ausgetragen.

## Rekorde
Vor Beginn der Olympischen Spiele waren folgende Rekorde gültig.
| Weltrekord         | Ryan Lochte    | 1:54,00 min | Shanghai, China | 28. Juli 2011   |
| Olympischer Rekord | Michael Phelps | 1:54,23 min | Peking, China   | 10. August 2008 |

## Vorlauf

### Vorlauf 1
| Platz | Name               | Nation                             | Zeit        | Anmerkung |
| ----- | ------------------ | ---------------------------------- | ----------- | --------- |
| 1     | Tyler Christianson | Panama                             | 2:02,70 min | NR        |
| 2     | Munzer Kabbara     | Libanon                            | 2:03,08 min |           |
| 3     | Keanan Dols        | Jamaika                            | 2:04,29 min |           |
| 4     | Christoph Meier    | Liechtenstein                      | 2:04,34 min |           |
| 5     | Tasi Limtiaco      | Föderierte Staaten von Mikronesien | 2:07,69 min |           |

### Vorlauf 2
| Platz | Name                 | Nation       | Zeit        | Anmerkung |
| ----- | -------------------- | ------------ | ----------- | --------- |
| 1     | Vinícius Lanza       | Brasilien    | 1:58,92 min |           |
| 2     | Arjan Knipping       | Niederlande  | 1:59,44 min | NR        |
| 2     | Gal Cohen Groumi     | Israel       | 1:59,44 min |           |
| 4     | Apostolos Papastamos | Griechenland | 2:00,38 min |           |
| 5     | Tomas Peribonio      | Ecuador      | 2:00,62 min |           |
| 6     | José Ángel Martínez  | Mexiko       | 2:01,34 min |           |
| 7     | Jarod Arroyo         | Puerto Rico  | 2:01,92 min |           |
| 8     | Raphaël Stacchiotti  | Luxemburg    | 2:03,17 min |           |

### Vorlauf 3
| Platz | Name                 | Nation            | Zeit        | Anmerkung |
| ----- | -------------------- | ----------------- | ----------- | --------- |
| 1     | Tomoe Zenimoto Hvas  | Norwegen          | 1:57,64 min | NR        |
| 2     | Brendon Smith        | Australien        | 1:58,57 min |           |
| 3     | Jacob Heidtmann      | Deutschland       | 1:58,80 min |           |
| 4     | Ron Polonsky         | Israel            | 1:58,95 min |           |
| 5     | Maxim Stupin         | ROC               | 1:59,39 min |           |
| 6     | Bernhard Reitshammer | Österreich        | 1:59,56 min |           |
| 7     | Danas Rapšys         | Litauen           | 1:59,90 min |           |
| 8     | Wang Hsing-hao       | Chinesisch Taipeh | 2:00,72 min |           |

### Vorlauf 4
| Platz | Name          | Nation      | Zeit        | Anmerkung |
| ----- | ------------- | ----------- | ----------- | --------- |
| 1     | Mitch Larkin  | Australien  | 1:57,50 min |           |
| 2     | László Cseh   | Ungarn      | 1:57,51 min |           |
| 3     | Hugo González | Spanien     | 1:57,61 min |           |
| 4     | Philip Heintz | Deutschland | 1:57,72 min |           |
| 5     | Matthew Sates | Südafrika   | 1:58,08 min |           |
| 6     | Finlay Knox   | Kanada      | 1:58,29 min |           |
| 7     | Gabriel Lopes | Portugal    | 1:58,56 min |           |
| 8     | Qin Haiyang   | China       | 1:58,95 min |           |

### Vorlauf 5
| Platz | Name             | Nation             | Zeit        | Anmerkung |
| ----- | ---------------- | ------------------ | ----------- | --------- |
| 1     | Chase Kalisz     | Vereinigte Staaten | 1:57,38 min |           |
| 2     | Wang Shun        | China              | 1:57,42 min |           |
| 3     | Alberto Razzetti | Italien            | 1:57,46 min |           |
| 4     | Andrei Schilkin  | ROC                | 1:57,94 min |           |
| 5     | Daiya Seto       | Japan              | 1:58,15 min |           |
| 6     | Léon Marchand    | Frankreich         | 1:58,30 min |           |
| 7     | Andreas Vazaios  | Griechenland       | 1:58,84 min |           |
| 8     | Joe Litchfield   | Großbritannien     | 2:00,11 min |           |

### Vorlauf 6
| Platz | Name               | Nation             | Zeit        | Anmerkung |
| ----- | ------------------ | ------------------ | ----------- | --------- |
| 1     | Michael Andrew     | Vereinigte Staaten | 1:56,40 min |           |
| 2     | Jérémy Desplanches | Schweiz            | 1:56,89 min |           |
| 3     | Lewis Clareburt    | Neuseeland         | 1:57,27 min | NR        |
| 4     | Kōsuke Hagino      | Japan              | 1:57,39 min |           |
| 4     | Duncan Scott       | Großbritannien     | 1:57,39 min |           |
| 6     | Caio Pumputis      | Brasilien          | 1:58,36 min |           |
| 7     | Hubert Kós         | Ungarn             | 1:58,47 min |           |
| 8     | Alexis Santos      | Portugal           | 1:59,32 min |           |

## Halbfinale

### Lauf 1
| Platz | Name                | Nation             | Zeit        | Anmerkung |
| ----- | ------------------- | ------------------ | ----------- | --------- |
| 1     | Duncan Scott        | Großbritannien     | 1:56,69 min |           |
| 2     | Daiya Seto          | Japan              | 1:56,86 min |           |
| 3     | Jérémy Desplanches  | Schweiz            | 1:57,38 min |           |
| 4     | László Cseh         | Ungarn             | 1:57,64 min |           |
| 5     | Alberto Razzetti    | Italien            | 1:57,70 min |           |
| 6     | Chase Kalisz        | Vereinigte Staaten | 1:58,03 min |           |
| 7     | Andrei Schilkin     | ROC                | 1:59,05 min |           |
| 8     | Tomoe Zenimoto Hvas | Norwegen           | 2:00,21 min |           |

### Lauf 2
| Platz | Name            | Nation             | Zeit        | Anmerkung |
| ----- | --------------- | ------------------ | ----------- | --------- |
| 1     | Wang Shun       | China              | 1:56,22 min |           |
| 2     | Michael Andrew  | Vereinigte Staaten | 1:57,08 min |           |
| 3     | Kōsuke Hagino   | Japan              | 1:57,47 min |           |
| 4     | Lewis Clareburt | Neuseeland         | 1:57,55 min |           |
| 5     | Mitch Larkin    | Australien         | 1:57,80 min |           |
| 6     | Hugo González   | Spanien            | 1:57,96 min |           |
| 7     | Philip Heintz   | Deutschland        | 1:58,13 min |           |
| 8     | Matthew Sates   | Südafrika          | 1:58,75 min |           |

## Finale
30. Juli 2021, 04:16 MEZ
| Platz | Name               | Nation             | Zeit        | Anmerkung |
| ----- | ------------------ | ------------------ | ----------- | --------- |
| 1     | Wang Shun          | China              | 1:55,00 min | AS, NR    |
| 2     | Duncan Scott       | Großbritannien     | 1:55,28 min | NR        |
| 3     | Jérémy Desplanches | Schweiz            | 1:56,17 min | NR        |
| 4     | Daiya Seto         | Japan              | 1:56,22 min |           |
| 5     | Michael Andrew     | Vereinigte Staaten | 1:57,31 min |           |
| 6     | Kōsuke Hagino      | Japan              | 1:57,49 min |           |
| 7     | László Cseh        | Ungarn             | 1:57,68 min |           |
| 8     | Lewis Clareburt    | Neuseeland         | 1:57,70 min |           |